# 埃雷瓜伊金
埃雷瓜伊金（西班牙語：Ereguayquín）是薩爾瓦多的城鎮，位於該國東南部，由烏蘇盧坦省負責管轄，面積28.01平方公里，海拔高度75米，2007年人口6,119，人口密度每平方公里218.46人。
13°21′N 88°23′W / 13.350°N 88.383°W